# 六神曲
六神曲也叫神曲是一種號稱可以增进食欲（消食和胃）的中藥，由苦杏仁、赤小豆、面粉、麦麸混合後再加入青蒿、苍耳汁水发酵而成。該藥首次記載於药性论中。用量6-15g。
目前的中国标准是卫生部药品标准《中药成方制剂》第十九册第36页，标准编号：WS3－B－3555－98。古时制法具玄学色彩，要在阴历六月初六取六味代表青龙、白虎、朱雀、玄武、勾陈、螣蛇六神的中药制作。无论是现代还是古时，发酵都以生成黄白色或灰白色霉衣（“白衣上遍”）为目标，生成其他颜色则为杂菌污染、制作失败。现代发酵处于洁净可控环境，成功率因此有所提高（再也无须择日拜神），但专用于发酵的菌种仍然处于研究中。由于菌种不固定的原因，六神曲含真菌毒素的情况也可能发生，其中中国研究者在2023年发现十种六神曲里两种含黄曲霉毒素B1，最高达2.35 μg/kg（= 2.35 ppb），尚不属危险。之前也有研究者发现黄曲霉毒素G2、玉米赤霉烯酮和赫曲霉毒素A（此次未发现）。
另有建曲，为本品基础上加紫苏、荆芥、防风、羌活、白术、木香、积实、青皮等四十多味制成，又名范志曲。消食化滞、发散风寒。用量6-15g。